# Мемориальный комплекс Термизи
Мемориальный комплекс Термизи, Мавзолей Хакима Термизи, является историческим памятником в Термезе (IX-XV века). Мавзолей Аль-Хакима ат-Термизи, считается святым для мусульман, расположен в старинной части Термеза. В мавзолее похоронен Абу Абдулла ибн Хасан ибн Башир аль-Хакими ат-Термизи – великий исламский деятель, автор различных философских и религиозных трудов, создатель дервишской общины. Комплекс связан с именем Абу Абдуллаха Мухаммада Хакима Термизи (примерно 750-760, Термез - 869). В этом мавзолее находится могила Термизи. Мемориальный комплекс Термизи на протяжении веков несколько раз перестраивался. Сегодня этот комплекс является одним из основных мест паломничества оазисов и гостей региона.

## Структура
Комплекс включает в себя здания, такие как мечеть, мавзолей, ханака, карыхана. Общая площадь комплекса составляет 28,0 на 29,0 метров, а сам мавзолей имеет размеры 5,10 на 4,70 метр. По преданию, изначально была построена комната для религиозных уединений (IX век), изначально из кирпичей из глины, где, как считается, проживал и учил Хаким Термизи. Сохранилась часть широкого двора, толстая ограда и небольшая худжра  в северо-восточном углу здания. Со временем над могилой был построен мавзолей, в юго-западном углу ханака, сложенного из сырцового кирпича, обращенного на юг (IX век). Мавзолей Термизи славится в народе как могила святого, священное место паломничества. Позднее к восточной стене мавзолея были пристроены небольшая святыня и мавзолей его сына аль-Хакима Абдуллы (X в.), молитвенная мечеть с 3 куполами, обращенная к небольшому двору на севере (XI-XII вв.) и ряд были добавлены дополнительные комнаты.
На территории комплекса Ат-Термизи также имеются чиллаханы. Эти комнаты представляют собой историческое пещерное здание, построенное в V-X веках. Комплекс известен в народе как Термиз-ота. По преданию, когда ему было десять лет, к нему пришло видение и один старец дал ему знания. Со временем Термизи приобрел известность, но продолжал скромно жить в родительском доме. Хаким ат-Термизи погиб мученической смертью, то есть в преклонном возрасте враги, вторгшиеся в город, отрубили ему голову (конец IX века). По легенде, Чингисхан был поражен этим уникальным мавзолеем  приказал своему войску не портить памятник, поскольку считал, что это здание создано не людьми, а богами. Над мавзолеем возвышается купол, а внутри здания очень роскошные украшения. Обращает на себя внимание надгробие святого, выполненное из мрамора и украшенное уникальными узорами и арабскими надписями. Рядом с ансамблем находится мечеть Джаме, построенная чуть позже. На территории комплекса Ат-Термизи есть еще несколько интересных достопримечательностей: Чиллахана – древние пещерные сооружения V-X веков нашей эры, руины древнего города Тармита (Старый Термиз), городской музей.

## Мавзолей
Хаким ат-Термизи считается известной фигурой суфизма. По мнению ученых, ему приписывается более 400 работ, из которых до нас дошло около 60. Хаким ат-Термизи был убит своими врагами, был обезглавлен. Позднее его похоронили в этом комплексе. Мемориал состоит из четырех комнат, построенных в квадратной форме. Из-за постройки двора на северо-востоке количество комнат было сокращено до трех. Мавзолей, прилегающий к двору, имеет купольную форму, слегка коническую, цилиндрического стиля. В мавзолее есть купол и свой михраб. Его пол значительно ниже уровня двора, разделенного центральными столбами. Мавзолей украшен драгоценными покрытиям. Ремонтные работы на мавзолее Термизи проводились в 1996 году в связи с 660-летием со дня рождения Амира Темура.
На входе в мавзолей Хакима ат-Термизи выгравированы строки арабским шрифтом. В этих надписях написаны слова:

Всевышний Аллах упоминает: «Войди на эту землю в мире и безопасности»
.

## Реконструкция
Во время правления тимуридов (XV век) ханака (высотой 1,5 метра) был перестроен из кирпича на высоком фундаменте. Произведен ремонт прилегающих к нему комнат. С северной и южной стороны дома было построено крыльцо. Стены помещения простой и четкой конструкции опирались на ромбовидную колонну с арочными колоннами. Мавзолей Хакима Термизи был одним из худжров ханаки, построенных в IX веке. Трехкупольная мечеть, расположенная к западу от двора ханаки, примыкает к мавзолею, а ее три крыши обращены во двор. В центре западной стены мечети расположен михраб с широкой каймой. Уникальны рельефные надписи, керамические формы, резные украшения среднего этажа. Столбы мечети украшены кирпичом. Из мечети можно пройти в мавзолей через арку. Интерьер мавзолея богато украшен. Под куполом куфическим письмом выгравированы 36 сур Корана. Интерьер комнаты также украшен узорами в виде звезд. На крышах установлены заборы. Белая мраморная сагана (надгробие) внутри мавзолея представляет собой высокий образец искусства резьбы по камню периода Тимуридов. Сагана имеет 3 ступени, основание украшено исламскими мотивами и бордюрами с надписями, центральная (средняя) часть 3-х полок михраба в средней части украшена чашами-мукарнасами, а 2 стороны украшены изображением светильника. Жизнь и деятельность Термизи описаны в надписях саганы.
Небольшой мавзолей также был отремонтирован. Во времена правления Абдулла-хана (XVI век) на территории двора была построена девяти купольная мечеть (включая старую мечеть). Впереди крыльцо с легкими арочными колоннами. В XIX веке вместо девяти купольной мечети была построена четыре купольная. Другой мавзолей (состоящий из гробницы и святилища) был построен у входа с юга и соединялся с мавзолеем Термизи и камерой посредством арочных секций.
Мемориальный комплекс Термизи был научно изучен в 1955-1957 годах и восстановлен в облике XIV-XV веков. В 1980-1981 и 2001-2002 годах мавзолей и ханака были отремонтированы. Мраморное надгробие было перенесено со своего места в заповедник Термезского музея. Вместо этого на мавзолей была привезена и установлена копия надгробия, изготовленная мастерами. Мавзолей несколько раз ремонтировался и вновь открывался для посещений.

## Gallery

Gallery
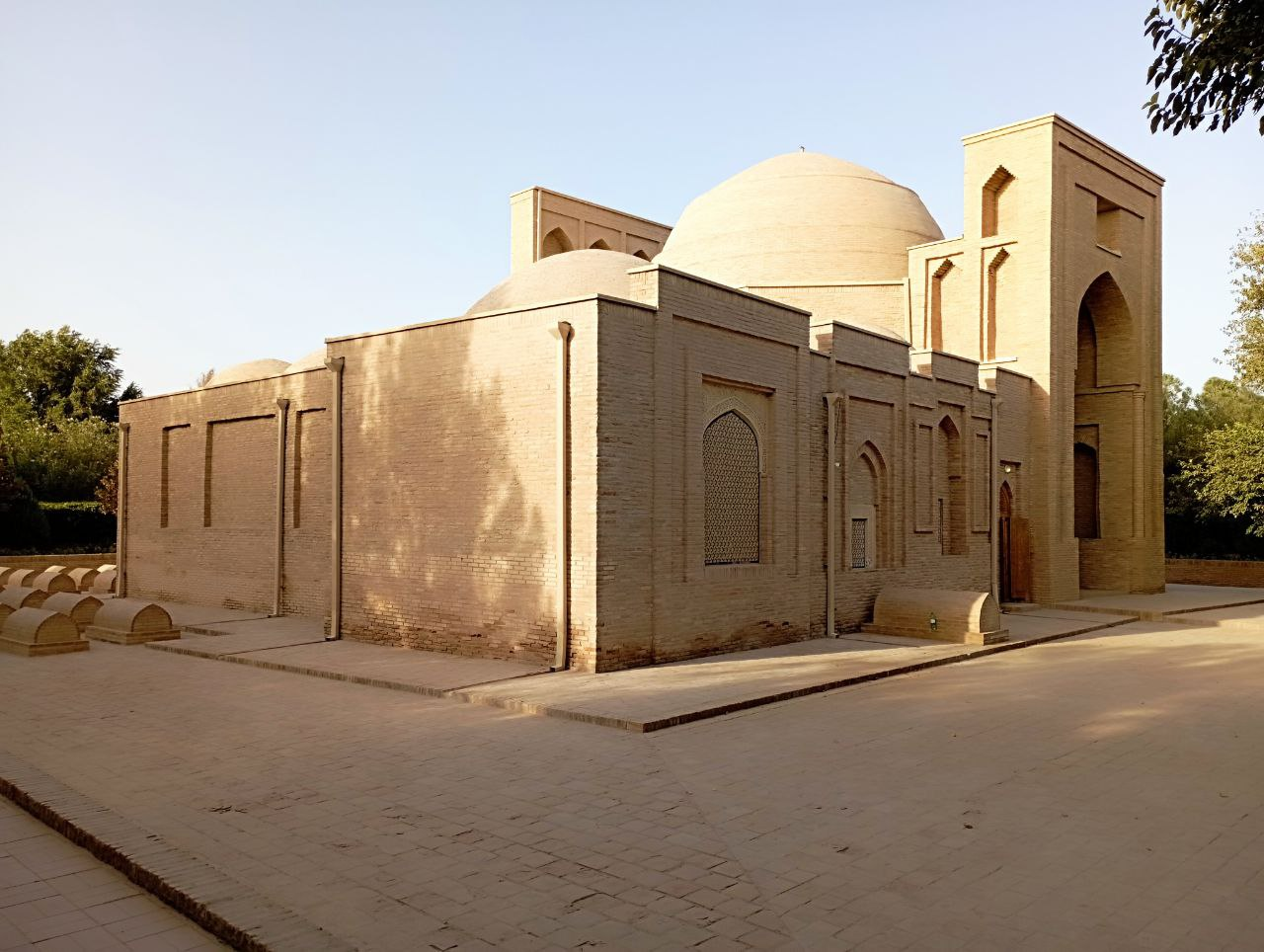
Мемориальный комплекс Термизи
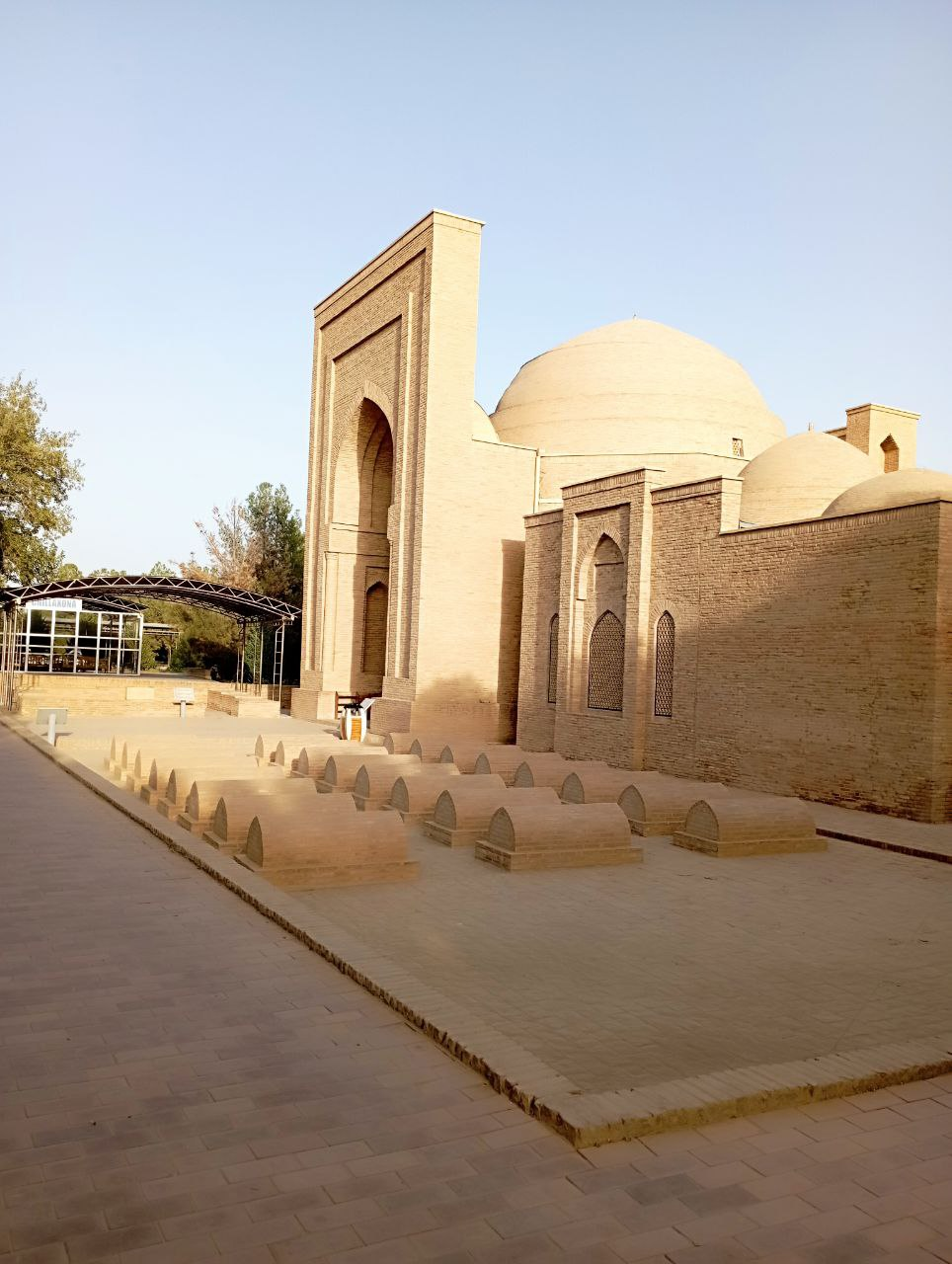
Мемориальный комплекс Термизи
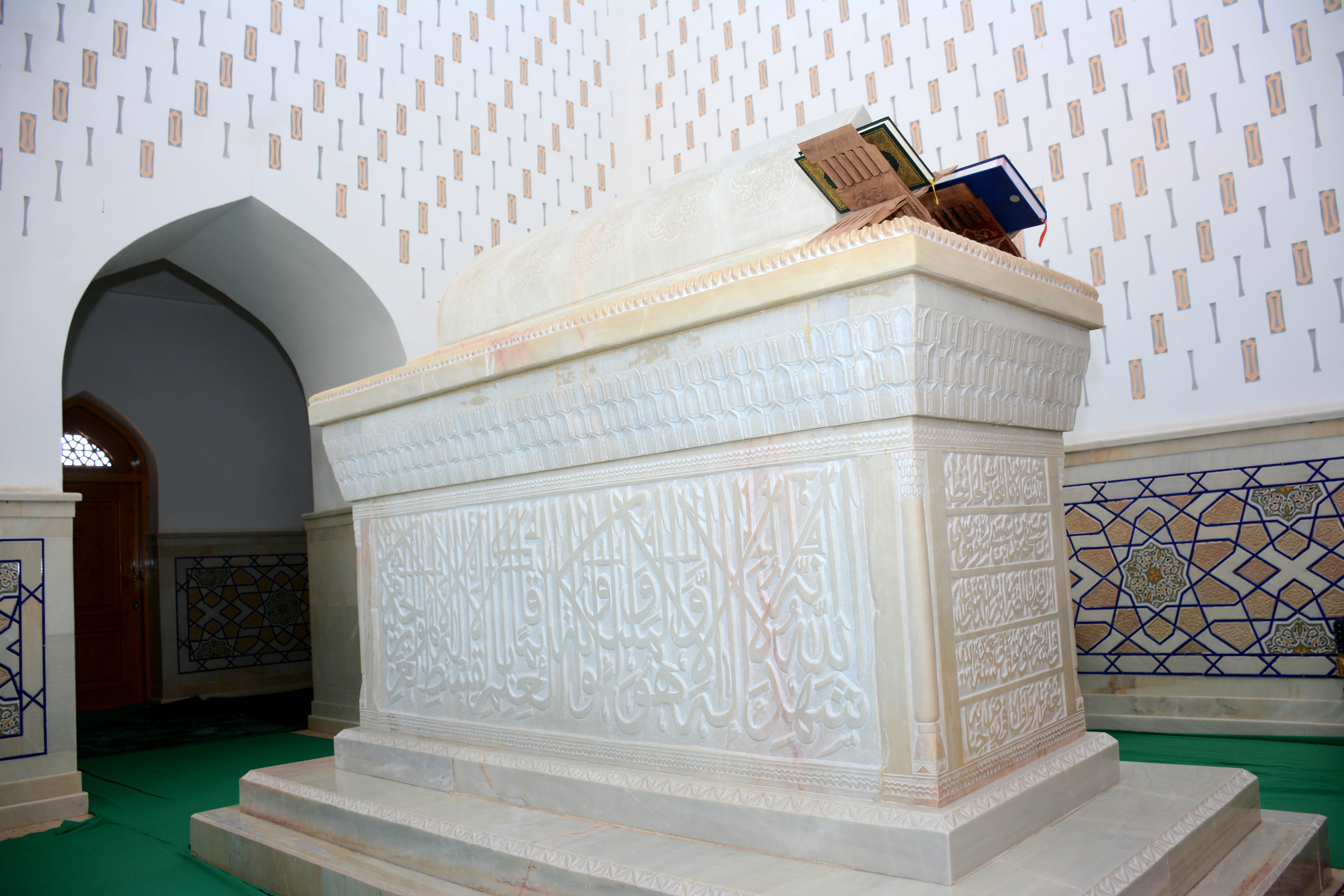
Мемориальный комплекс Термизи
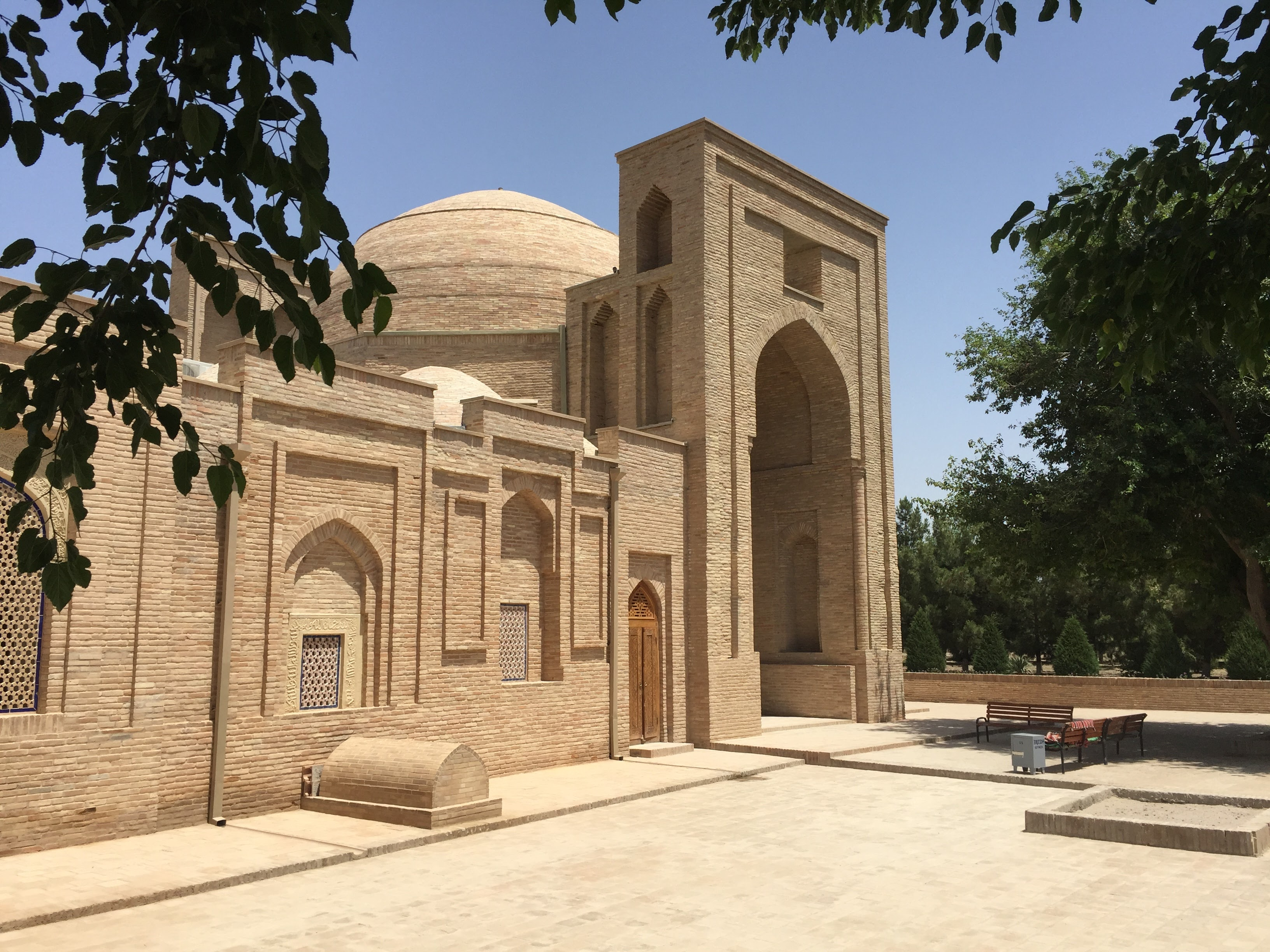
Мемориальный комплекс Термизи